# (37391) Ebre
(37391) Ebre est un astéroïde de la ceinture principale.

## Description
(37391) Ebre est un astéroïde de la ceinture principale. Il fut découvert le 1er décembre 2001 à Ametlla de Mar par Jaume Nomen. Il présente une orbite caractérisée par un demi-grand axe de 2,36 UA, une excentricité de 0,23 et une inclinaison de 6,5° par rapport à l'écliptique.

## Compléments